# Curtuișeni
Curtuiseni là một xã thuộc hạt Bihor, România. Dân số thời điểm năm 2002 là 3791 người.